# Pocharica decempunctata
Pocharica decempunctata är en insektsart som beskrevs av Melichar 1898. Pocharica decempunctata ingår i släktet Pocharica och familjen Ricaniidae. Inga underarter finns listade i Catalogue of Life.